# Morinda deplanchei
Morinda deplanchei là một loài thực vật có hoa trong họ Thiến thảo. Loài này được (Hook.f.) Baill. ex K.Schum. mô tả khoa học đầu tiên năm 1891.